# Ensemble instrumental national du Mali
L’Ensemble instrumental national est un groupe malien de musique traditionnelle et chorale. 

## Histoire
Le groupe est formé au lendemain de l'Indépendance du Mali, en 1961, avec pour mission de prospecter, répertorier et mettre en valeur l'héritage prodigieux du Mali dans le domaine de la musique et de la chanson. Deux ans après la formation du groupe, il obtient la Médaille de Folklore au Théâtre des Nations à Paris, en France,. Le groupe compose la bande originale du film An be no don (Nous sommes tous coupables), réalisé en 1980 par Falaba Issa Traoré.
Plusieurs artistes sont passés par l'Ensemble instrumental comme notamment, Sidiki Diabaté, Djélimady Diabaté, Wande Kouyaté, Hawa Dramé, Amy Koita, et Kandia Kouyaté. Une des doyennes du groupe, Mokontafé Sako, décède en 2002. Autre doyenne, Saranfing Kouyaté décède le lundi 22 juin 2009, et sa dépouille est enterrée au cimetière d'Hamdallaye.

## Tournées
Le groupe a tourné dans de nombreux pays d'Europe, d'Amérique du Nord et Asie.
- 1961 : Tournée artistique en URSS
- 1964 : Animation Salon International de POCORA/Pris (France)
- 1964 : Festival des Arts Nègres à Dakar (Sénégal)
- 1977 : Festival mondial des Arts Nègres (FESTAC 77, Lagos, Nigeria)
- 1978 : Tournée en Algérie
- 1979 : Festival en Guinée Conakry
- 1979 : Tournée commerciale en France, Allemagne, Suisse, Hollande
- 1980 : Tournée au Niger
- 1983 : Tournée en Chine, Corée et URSS
- 1986 : Tournée en Corée
- 1987 : Festival en Libye
- 1996 : Festival Congo-Brazzaville (FESPAM)
- 1997 : Festival de Jazz de New Orléans (USA), et Animation à New York (Maliens de l’Extérieur)
- 1999 : 4e Festival International « Roots Festival à Banjul » (Gambie)
- 2000 : Foire exposition du Mali à Paris
- 2000 : CAN à Accra (Ghana)
- 2001 : Foire Expo Galerie Fayette-Paris
- 2002 : Tournée à Dakar (Sénégal)
- 2003 : Nuit de la solidarité et de l’intégration des peuples (Ouagadougou)
- 2003 : Participation au Folklife Festival à Washington DC (États-Unis)

## Discographie
- 1971 : Première anthologie de la musique malienne 4 (Bärenreiter-Musicaphon, Mali Music)
- 1977 : L'Épopée Mandingue (Mali Kunkan)
- 1977 : L'Ensemble instrumental national du Mali (Mali Kunkan)
- 1977 : Dah-Monzon ou l'Épopée Bambara (Mali Kunkan)
- 1980 : An be no don (Nous sommes tous coupables) (Le Kiosque d'Orphée)
- 1999 : Recital dah monzo Bambara (Sono Africa)

## Distinctions
- 1963 : Médaille de Folklore au Théâtre des Nations à Paris, en France[1]
- 1966 : Médaille d'or au premier Festival des Arts Nègres à Dakar, au Sénégal[1]
- 1969 : Médaille d'or au premier Festival panafricain des Arts, Alger, Algérie[1]
- 1995 : Médaille d'or de la mélodie à Johannesbourg (Foire afro-arabe)[1]